# كريس باري
كريس باري (بالإنجليزية: Chris Barrie)‏ هو عسكري أسترالي، ولد في 29 مايو 1945 في سيدني في أستراليا.